# Ledo (компания)
Ledo d. d. — хорватская пищевая компания, базирующаяся в Загребе; специализируется на производстве мороженого и замороженных продуктов; частично принадлежит группе Agrokor. Один из крупнейших производителей замороженных продуктов и мороженого в Юго-Восточной Европе: помимо Хорватии, продукция фирмы также производится и продается в Боснии и Герцеговине, Словении и Венгрии. Рецепт первого мороженого фирмы — Sneguljica (Snow White, Белоснежка) — был придуман в 1958 году, хотя в то время компания ещё не существовала под своим нынешним названием, а являлась частью крупного хорватского производителя молока.

## Описание и финансовые результаты
Ledo d. d. является компанией, которая производит мороженое и замороженные продукты из теста, а также — фрукты, овощную продукцию, рыбу и рыбные изделия. Фирма была основана в 1958 году, когда на хорватский рынок впервые был представлен её самый известный продукт: мороженое Sneguljica (Snow White, Белоснежка). Сегодня Ledo является частью группы Agrokor.
Общий доход Ledo в 2008 году составил 1,19 млрд хорватских кун, увеличившись на 16,7 % по сравнению с прошлым, 2007-м, годом. Основная часть дохода состоит из доходов от продаж на внутреннем рынке: который увеличился на 13,2 % — а 28,3 % прибыли принесли продажи за рубежом. В том же году «реализованная» чистая прибыль компании составила 89,4 млн хорватских кун, увеличившись на 28,8 % по сравнению данными, полученными годом ранее.
Доля компании Ledo на внутреннем рынке продаж мороженого в Хорватии составляет около 77 %. При этом фирма имеет долю в 79 % (и является безусловным лидером) на рынке соседней с Хорватией Боснии и Герцеговины. В начале 2000 года Ledo купила завод по производству мороженого в городе Читлук и основала компанию Čitluk d.o.o. В 2004 году она ещё более укрепила свои позиции в регионе за счет расширения своей деятельности по производству и продаже мороженого в Венгрии: в первую очередь, за счёт покупки компании Балдауф, которая сегодня называется Ledo Kft. Mađarska и является третьим по объёмам производителем мороженого на венгерском рынке.
В декабре 2012 года фирма Ledo провела выпуск новых акций с увеличением уставного капитала — объём зарегистрированы новых обыкновенных акций, предлагаемых на рынке, составил около 750 миллионов долларов США. За счёт подобной докапитализации Ledo планировала собрать средства, чтобы купить компанию Frikom из Белграда и Подгорицы. Большинство акций купили пенсионные фонды (около 70 процентов от всех зарегистрированных акций); другие институциональные инвесторы (страховые компании, паевые и взаимные фонды, брокерские дома) также приняли участие в размещении. В конце 2012 года — начале 2013 года сделка по приобретению белградской компании была завершена.
В начале мая 2017 года торги акциями компании Agrokor были приостановлены по причине возможных ошибок в финансовой отчётности и смене аудиторской компании. Кроме Ledo в список компаний, принадлежащий Agrokor, попали семь других фирм. Возобновление торгов предполагается после общего собрания акционеров.

## Миссия и видение будущего
По собственным словам, компания Ledo «являемся ведущим производителем мороженого и замороженных продуктов в регионе. Высокая компетентность и мотивация сотрудников связаны с производством и реализацией продукции высшего качества». Отношения с потребителями Ledo выстраивает как «отношения с любимыми и доверенными „друзьями семьи“». С клиентами компания строит отношения будучи «серьезным и надежным партнером».
Компания позиционирует свой бизнес как «сочетание традиций и новейших технологий»: «Ledo постоянно работает над внедрением современных технологий и совершенствованием производственных процессов и постоянно поддерживает самые высокие стандарты в области качества. Более 500 рефрижераторов, оснащённых по последнему слову техники гарантируют, что продукты в кратчайшие сроки достигнут розничных торговых точек. Кроме того, более 100 000 единиц холодильного оборудования в наиболее привлекательных местах по всему региону позволяют клиентам в любое время добраться до любимых замороженных продуктов».
Кроме того компания говорит о социальной ответственности как об одном из своих приоритетов: «постоянно поддерживая высочайший уровень качества продукции, Ledo принимает во внимание как корпоративную социальную ответственности, так и постоянную заботу о природе и окружающей среде. Защита окружающей среды является одной из стратегических целей бизнеса Ledo, поскольку забота об окружающей среде имеет важное значение для будущих поколений и будущих любителей продукции компании. Предоставляя вкусные и здоровые замороженные продукты, Ledo также активно пропагандирует здоровый образ жизни и правильное питание».